# Greg Sanders
Greg Hojem Sanders es un personaje de ficción de la serie de televisión CSI: Crime Scene Investigation, emitida por la cadena CBS. Greg es parte del equipo CSI del turno de noche de la unidad de Las Vegas. Es interpretado por Eric Szmanda. Ha aparecido en todos los episodios de la serie, excepto en "Cross Jurisdictions" de la segunda temporada, "Paper or Plastic" de la cuarta temporada, "Hollywood Brass" de la quinta temporada y "The Unusual Suspect" de la sexta temporada.

## Trasfondo del personaje

### Vida de familia
Greg Sanders es originario de San Gabriel, California. Las declaraciones de otros personajes y del mismo Greg han dado a entender de que proviene de una familia de clase media alta. Su núcleo familiar siempre le dijo que la ciencia era para gente geek, pero desde muy pequeño Sanders ya sabía que quería ser científico cuando jugaba con su expansor de paladar. A pesar de que nunca fue bueno en deportes, Greg fue el capitán del equipo de ajedrez de su escuela y participaba en los Eagle Scout. En una oportunidad, Greg revela que su sobreprotectora madre no le permitió practicar deportes en la escuela secundaria, ya que era hijo único. Ella quería tener cuatro hijos, pero finalmente solo tuvo a Greg. Amaba y usaba el calzado Dr. Martens en la escuela, y piensa que fue ese gusto, lo que le animó a ser skinhead, para obtener simplemente un poco de estilo. Manifestó su fanatismo por The X-Files ya que según comentó, "creció con ellos". En algún momento de su vida, vivió en New York.

### Educación
Se dice que Greg fue un niño prodigio y extremadamente inteligente. Asistió a una escuela de superdotados, tanto para la primaria como la secundaria. Exitosamente obtuvo su título de Ciencias Químicas en la Universidad Stanford con Phi Beta Kappa Society. Tiene una gran variedad de aficiones, como surf, buceo y la numismática, donde en alguna oportunidad le ayudó a una investigación criminal. Le gustan las supermodelos, el látex y Marilyn Manson. Se describe como un tipo que gusta de la lectura, está familiarizado con el "El corazón delator" de Edgar Allan Poe, sin embargo, contradice su formación científica al creer en el ocultismo, declarando que uno puede tener creencias paranormales y también ser un científico, algo con lo que Grissom está de acuerdo.

### Vida profesional
Sanders es retratado como una persona alegre y optimista. Frecuentemente es desaprobada su actitud por sus supervisores (especialmente cuando estaba Grissom a cargo) de escuchar música metal con un volumen muy alto mientras realiza tareas de laboratorio, como también ocultar revistas porno en algunos gabinetes del área.
Estuvo involucrado en la explosión del laboratorio donde trabajaba, donde sobrevivió. Luego de ser ascendido CSI de campo, le confiesa a Grissom que mantiene encubierta esta noticia a sus padres, para no preocuparlos, como se preocupaban de él cuando niño al ser hijo único. Asimismo, fue gravemente herido después de que arriesgara su vida para salvar a un turista atacada a golpes por un grupo de adolescentes pandilleros, sin embargo, fue acusado públicamente de haber atropellado a uno de estos pandilleros, situación que realizó para salvar al turista, aunque fue declarado "inocente" del cargo de asesinato, ya que fue en defensa de un civil. La familia del adolescente atropellado, no estuvo de acuerdo con el veredicto, y Greg, fue acosado continuamente por el entorno familiar del muchacho. Posteriormente, la familia demandó a la ciudad de Las Vegas por inoperancia en la caso, ganando millones de dólares. Más adelante, el hermano de la víctima de atropello estuvo implicado en una investigación de asesinato, pero Greg le pide a la fiscalía ser indulgente con él, sintiendo incluso compasión por la madre que le encara la muerte de su otro hijo a causa de Sanders.
Se ha producido un desarrollo significativo del carácter de Sanders en el transcurso de los años. Inicialmente era una "rata de laboratorio", que aparecía ayudando al equipo CSI de vez en cuando. A partir de la segunda temporada, se mostraba a un Greg deseoso de obtener un puesto de CSI de campo, sobre todo luego de la explosión de su laboratorio. Fracasó su primera prueba de aptitud cuando orinó en un baño de una escena del crimen, pero después de haber pasado varios episodios, donde se mostró entusiasta en el estudio y en algunas salidas a terreno, finalmente alcanzó el grado CSI nivel 1, que le fue dado por Grissom. En este nivel (de más bajo rango), se da a menudo las tareas más desagradables, como buscar evidencia en cuerpos descompuestos o la búsqueda de pistas en contenedores de basura. Inicialmente, rara vez entrevistó a sospechosos, aunque más adelante, ya estuvo a cargo de su primera escena del crimen. En el último episodio regular de Gil Grissom, aparece que Greg ha sido ascendido recientemente a CSI de nivel 3.
El personaje ha mostrado como ha crecido y madurado desde las primeras temporadas. Originalmente fue exhibido como un loco chico-geek, con el pelo desordenado y extrañas vestimentas, sobre todos las camisas. Se le ha visto bailando en su laboratorio y a veces, en los pasillos, realizando "sinfonías invisibles". Finalmente, se puede ver a un Greg maduro, sin perder su excéntrico toque.

## Vida personal de Greg
A lo largo de las primeras temporadas, Greg vestía camisas hawaianas, y posteriormente, usaba un estilo muy inusual de ropa. Sin embargo, esto ha disminuido un poco desde que salió como CSI de campo, y su manera de vestir es más formal ahora, aunque, su pelo cambia de estilo y color frecuentemente. Después de un caso particularmente extraño, Mia Dickerson revela que Greg perdió su virginidad a la edad de 22 años, hecho que escuchó de Sara.
En diversas ocasiones a lo largo de la serie fantasea con su superior Catherine Willows debido a su pasado como corista y bailarina de strip-tease, hecho que a ella nunca le ha molestado e incluso parece resultarle divertido.
Greg muestra gran interés en el aspecto histórico de Las Vegas, incluso se reveló que está escribiendo un libro sobre las "historias no contadas de Las Vegas". Greg también mencionó que había estado investigando a jefes de la mafia pasados de la ciudad. Luego del asesinato de Warrick, Greg comenta que ha terminado su libro y tiene entrevistas con tres compañías de Los Ángeles para su publicación, que omite para dedicarse a concho en la ayuda del equipo CSI en la investigación del asesinato de Brown.